# 爐峰峽

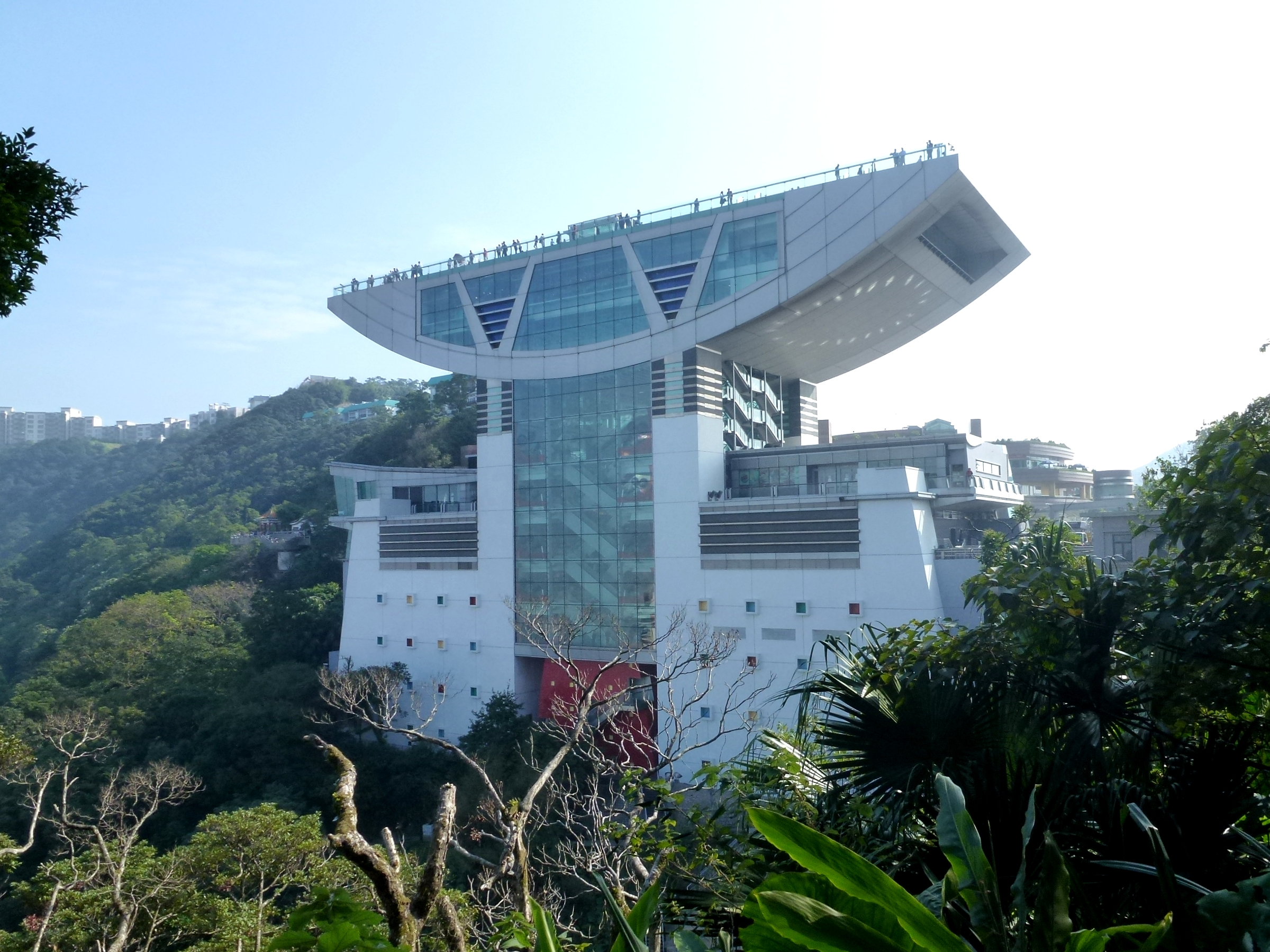
凌霄閣

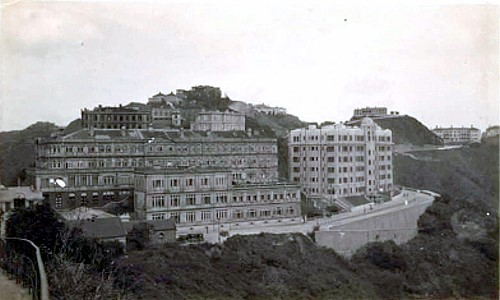
1930年凌霄閣
的山頂酒店，即山頂廣場現址

爐峰峽（英語：Victoria Gap），又稱山頂峽或域多利亞峽，坊間多稱山頂（The Peak），是香港島扯旗山和歌賦山之間的山坳。

## 地理位置
爐峰峽為多個香港著名旅遊景點的所在地，包括山頂纜車山頂站、凌霄閣和山頂廣場（前身山頂酒店）等。
爐峰峽的交通四通八達，為山頂道、舊山頂道、柯士甸山道、夏力道、盧吉道和芬梨道的交匯之處。

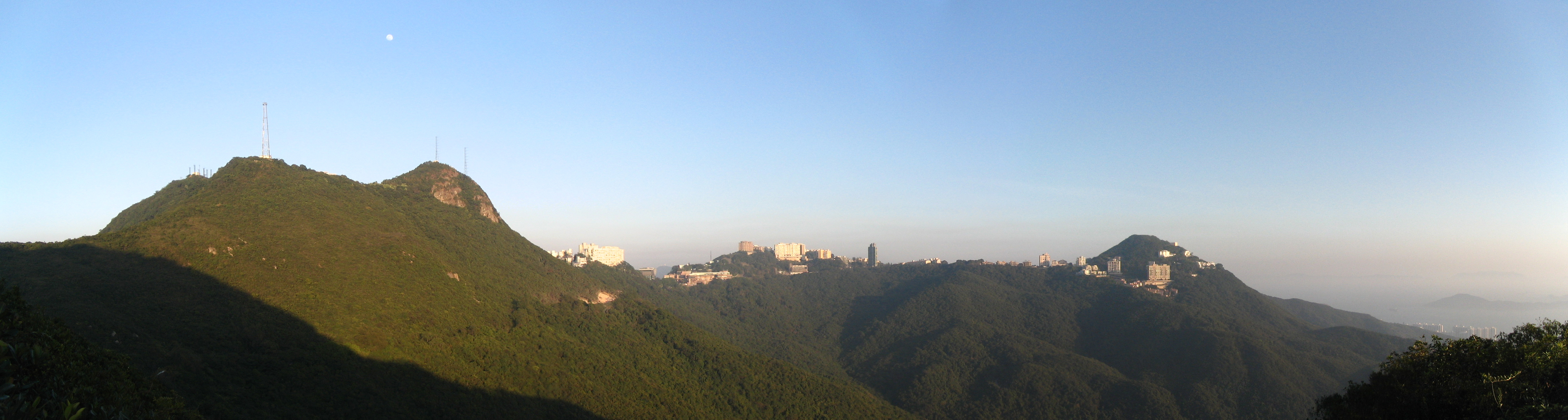
扯旗山、歌賦山和奇力山的全景圖，爐峰峽位處扯旗山和歌賦山之間

## 稱謂

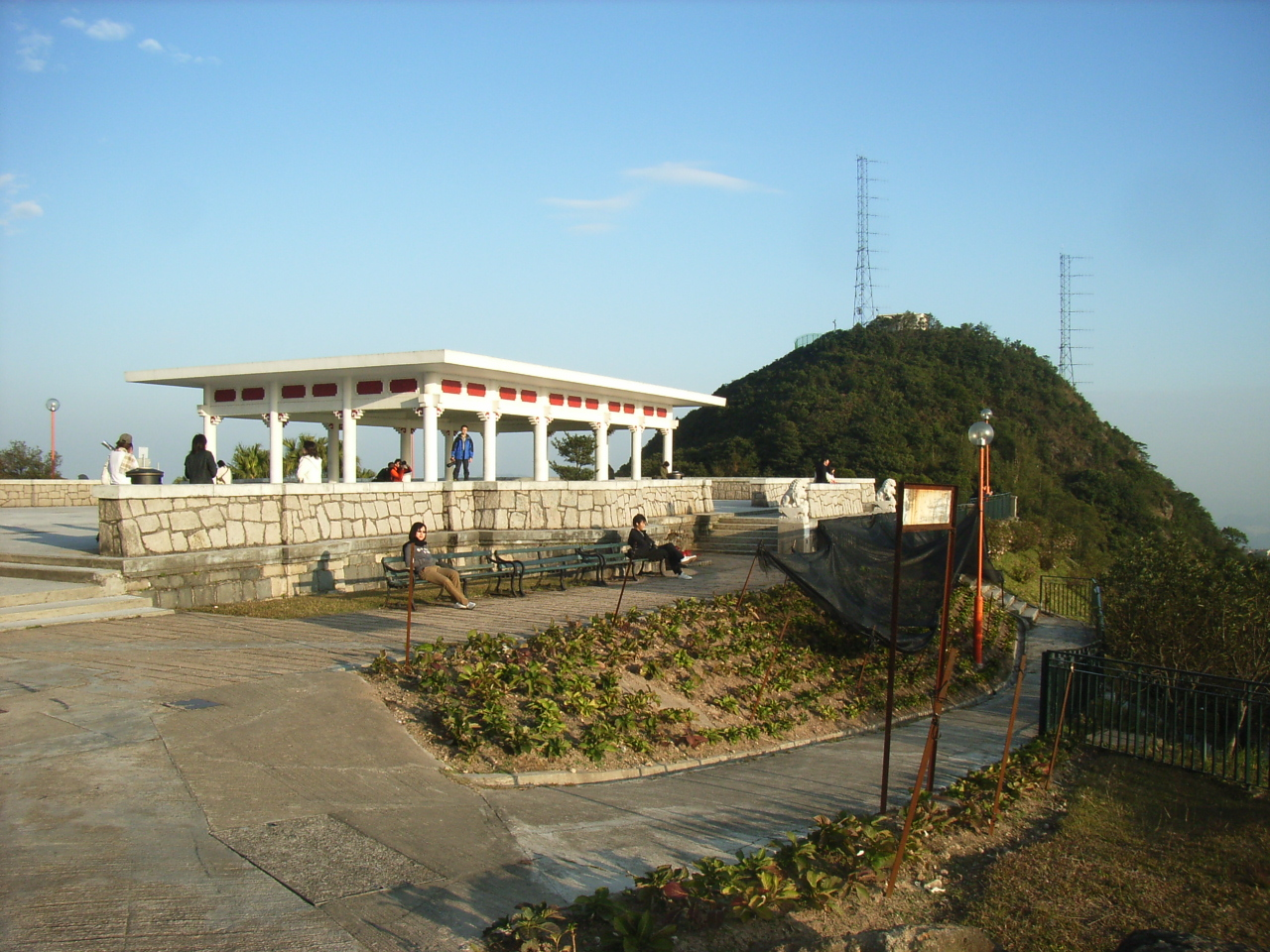
山頂公園，位於扯旗山（太平山）的最高點

由於爐峰峽為太平山主要景點的集中地，加上是山頂纜車「山頂總站」及「山頂巴士總站」的所在地，同時因爲在凌霄閣觀景台上可以俯瞰維多利亞港兩岸的景色，而香港政府的地圖更經常在爐峰峽一帶的位置標示地區名稱「山頂」，故多數香港市民及境外遊客誤會爐峰峽之地爲太平山之最高點，而稱呼該地爲「山頂」。
然而，爐峰峽一帶實非「山頂」，詞語本義所指的「山的頂部」，爐峰峽並非太平山最高點，真正的太平山峰頂（即扯旗山峰頂）位於山頂公園以北，不過由於峰頂和附近稍矮的三個山崗現皆建有無線電發射站，故已被政府劃爲禁區，遊人無法進內登頂。